# Mama kommt!
Mama kommt! ist ein deutscher Fernsehfilm von Isabel Kleefeld aus dem Jahr 2009 mit Senta Berger und Anja Kling in den Hauptrollen.

## Handlung
Luise Fischer lebt bei ihrer Schwester Hedda. Als sich Hedda auf einen jüngeren Mann einlässt, geraten die Schwestern in Streit. Weil sich Luise nicht dafür entschuldigen will, ihre Schwester eine Schlampe genannt zu haben, wird sie von Hedda vor die Tür gesetzt. Luises 40-jährige Tochter Christiane ist entsprechend überrascht, als ihre Mutter samt Koffer plötzlich vor ihrer Tür steht. Eigentlich hat Unfallchirurgin Christiane als alleinerziehende Mutter einer pubertierenden Tochter schon genug Probleme. Zudem führt sie eine Liebesbeziehung mit ihrem viel jüngeren Kollegen, dem Assistenzarzt Lars Rühmann, was sie aufgrund des Altersunterschieds jedoch lieber geheim hält. Selbst Tochter Jette weiß nichts davon. Nur widerwillig lässt Christiane ihre vor Selbstmitleid zerfließende Mutter bei sich wohnen, auch wenn Luise versichert, nur zwei Wochen bleiben zu wollen, in denen sie ihr bestimmt nicht zur Last fallen werde.
Entgegen ihren Beteuerungen stellt Luise Christianes Haushalt völlig auf den Kopf. Sie entlässt die Putzfrau, kocht und putzt lieber selbst und mäkelt permanent am Lebensstil ihrer Tochter herum. Im Gegensatz zu Christiane habe sie sich schließlich immer die Zeit genommen, um mit ihren Kindern die Hausaufgaben durchzugehen. Auch dass Christiane keinen festen Partner hat, veranlasst Luise immer wieder, belehrende Vorträge zu halten. Christiane hat schnell genug und versucht daher, ihren Bruder Tommi in die Verantwortung zu ziehen. Tommi findet jedoch stets eine Ausrede, um seine Mutter nicht bei sich aufnehmen zu müssen.
Unterdessen tritt der Medizintechniker und einstige Studienfreund Stephan Nöstlinger wieder in Christianes Leben. Er ist frisch geschieden und hat immer noch Interesse an ihr, was auch Lars nicht entgeht. Luise ist von Stephan recht angetan und will ihn deshalb mit Christiane verkuppeln. Auch ihre Enkelin Jette, die für ein Jahr nach Amerika möchte und fürchtet, ihre Mutter werde sich ohne sie zu einsam fühlen, versucht, einen Partner für Christiane zu finden. Zu diesem Zweck füllt sie auf einer Partnerbörse im Internet ein Profil für Christiane aus. Einer der vorgeschlagenen Männer ist der ältere Kunsthändler Brückner. Als Luise mit Jette dessen Kunstgalerie betritt, ist Brückner umgehend von Luise fasziniert und möchte ihr ein Gemälde ihres Lieblingsmalers Giuseppe Arcimboldo schenken. Lars ist ebenfalls in der Galerie und bietet Luise an, das Bild in Christianes Schlafzimmer aufzuhängen. Als Christiane nach Hause kommt, ist sie davon alles andere als begeistert. Als noch dazu Stephan eintrifft und Luise beim gemeinsamen Abendessen Lars und Stephan gegenüber von den Verflossenen ihrer Tochter erzählt, wirft Christiane die beiden Männer kurzerhand aus ihrer Wohnung.

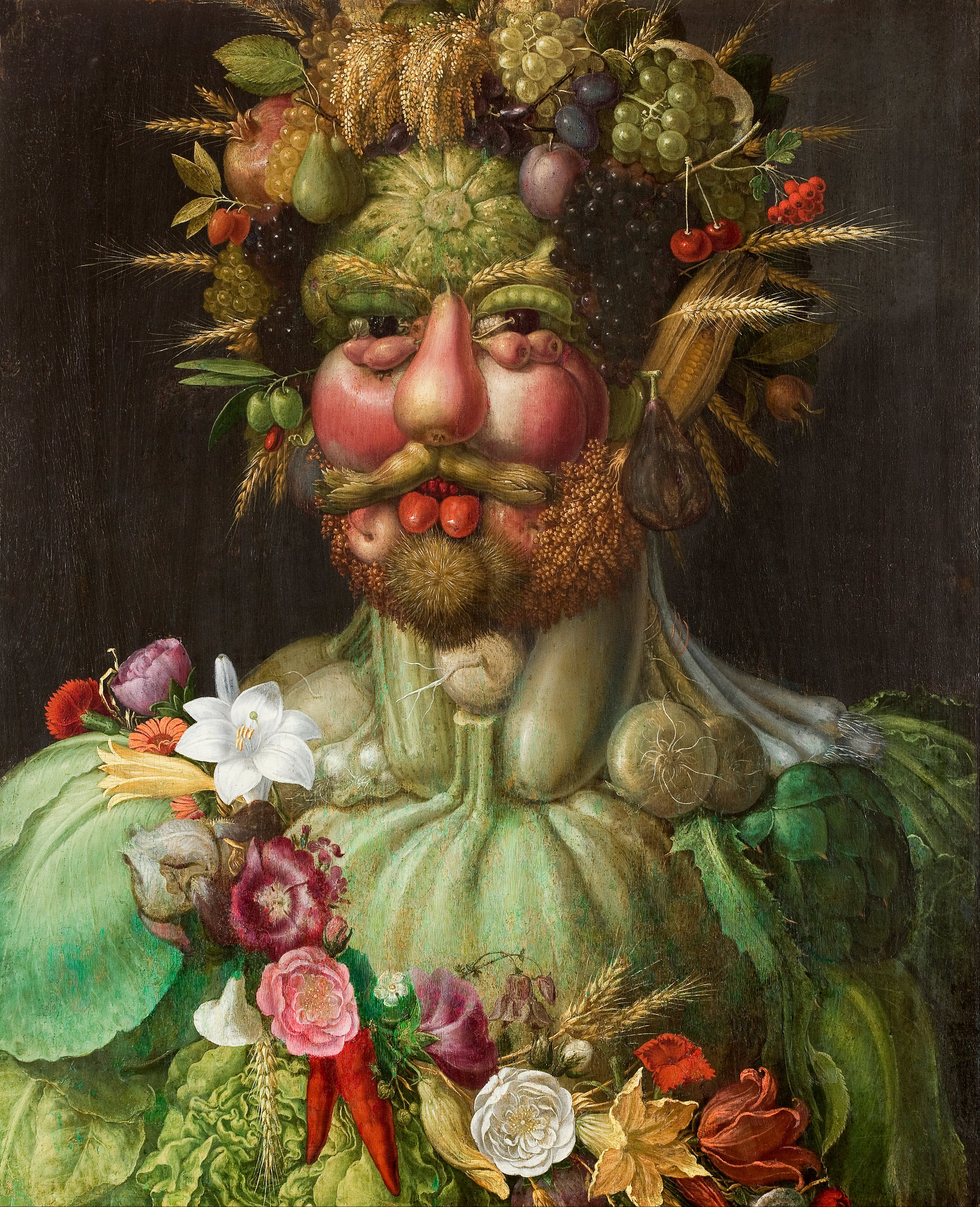
Vertumnus, das an Luise verschenkte Gemälde von Giuseppe Arcimboldo

Lars beginnt, zunehmend an Christianes Gefühlen für ihn zu zweifeln. Christiane stimmt schließlich einer Aussprache in ihrer Wohnung am bevorstehenden Abend zu, weshalb sie Jette bittet, mit Luise etwas zu unternehmen. Doch auch Luise will die Wohnung an diesem Abend für sich haben, um mit Brückner ungestört ein romantisches Abendessen zu verbringen. Auf dem Heimweg kommt Christiane vor der Haustür Stephan mit einem Blumenstrauß entgegen. Auch Lars trifft ein und es kommt zwischen beiden Männern zur Prügelei. Überraschend taucht auch Tommi auf, der sich die Rauferei belustigt anschaut.
Überzeugt, dass an allem nur Luise schuld ist, stürmt Christiane in ihre Wohnung. Sie hat die Nase endgültig voll und packt Luises Koffer. Nachdem sich Brückner verabschiedet hat, sprechen sich Mutter und Tochter miteinander aus. Luise muss einsehen, dass sie stets zu dominant und bestimmend war, auch Christianes verstorbenem Vater gegenüber. Sie habe sich aber immer nur eingemischt, um das Gefühl zu haben, gebraucht zu werden und nicht allein zu sein. Christiane wiederum gesteht, Angst vor Nähe zu haben und sich daher stets „Männer mit eingebauter Beziehungsbremse“ zu suchen, wie Kollegin Nadja meinte. Nach einer innigen Umarmung entschließt sich Luise, ihrer Schwester Hedda eine E-Mail zu schreiben und sich zu entschuldigen. Wie sich herausstellt, hat sich Hedda bereits von ihrem jungen Liebhaber getrennt. Sie verzeiht ihrer Schwester und nimmt sie wieder bei sich auf. Lars flirtet inzwischen mit Nadja, was Christiane jedoch nicht stört, will sie doch endlich einen Mann finden, der wirklich zu ihr passt und vor dem sie nicht davonlaufen muss. Während sie ein Vorstellungsvideo bei einer Partnervermittlung dreht und vor der Kamera selbstkritisch von ihren Beziehungsmacken erzählt, geht Luise in Brückners Galerie, um mit ihm nochmal von vorn zu beginnen.

## Hintergrund
Die Dreharbeiten fanden im Herbst 2008 in Berlin statt. Regisseurin Isabel Kleefeld und Hauptdarstellerin Senta Berger hatten zuvor bereits die beiden Unter-Verdacht-Krimis Ein neues Leben (2006) und Die falsche Frau (2008) sowie den Thriller Schlaflos (2009) zusammen gedreht. Bergers Sohn Simon Verhoeven schlüpfte auch im Film in die Rolle des Sohns.
Mama kommt! wurde am 30. Juni 2009 auf dem Münchner Filmfest uraufgeführt. Am 1. März 2010 wurde der Film erstmals vom ZDF im Fernsehen gezeigt. Die Einschaltquote lag bei 6,51 Millionen Zuschauern, was einem Marktanteil von 19,4 % entsprach.

## Kritiken
Das Lexikon des internationalen Films sah „Verwirrungen, Verwicklungen und (Liebes-)Probleme in einem gut gespielten, aber überkonstruierten (Fernseh-)Film, dem nur in Ansätzen ein überzeugender Blick auf die Gefühlswelten dreier Frauen unterschiedlichen Alters gelingt“. Jürgen Overkott von der Westdeutschen Allgemeinen Zeitung fand, dass das, „[w]as uns im wirklichen Leben Tränen der Wut in die Augen treibt“, dem Zuschauer in Isabel Kleefelds Komödie „ein Lächeln ins Gesicht [zaubert]“. Der Film könne „mit ordentlichen, zuweilen brillanten Dialogen und einem gut aufgelegten Ensemble“ aufwarten. Senta Berger gelinge dabei „ein Kunststück“, indem sie „Nervensäge Luise allmählich in eine durchaus sympathische Dame [verwandelt]“. Zu bedauern sei jedoch, dass der anfangs „beeindruckend[e] Ensemblefilm […] als Solo für Senta [endet]“.
Prisma fand Bergers Rolle „allzu nervig und unglaubwürdig angelegt, denn eine solche Frau würde man innerhalb kürzester Zeit aus der Wohnung werfen“. Es wäre besser gewesen, die Drehbuchautorin Sophia Krapoth hätte in dieser Hinsicht „weniger dick aufgetragen“, hätten doch Berger und der Rest der Besetzung „zur Genüge bewiesen“, dass sie gute Schauspieler seien. Es handle sich daher um eine „vertane Chance“. TV Spielfilm hingegen meinte, dass die Darsteller in der „nicht zu grob geschnitzt[en]“ Geschichte „glaubhaft“ seien. Auch die Dialoge seien „für einige Schmunzler gut“. Die im Film gezeigten „Familien- und Liebeswirren“ seien alles in allem „mal platt“, aber „meist nett“.